# Ach, diese Frauen
Ach, diese Frauen (Originaltitel: För att inte tala om alla dessa kvinnor) ist eine schwedische satirische Filmkomödie von Ingmar Bergman aus dem Jahr 1964.

## Handlung
Der Kritiker Cornelius zieht in die Villa des berühmten Cellisten Felix ein, um eine Biografie über ihn zu schreiben. Ihn selbst bekommt er jedoch nie zu sehen, dafür aber seine Frau sowie sechs Mätressen. Der arrogante und selbstverliebte Cornelius beginnt nun, die äußeren Begebenheiten niederzuschreiben. Dabei landet er mit Hummel, einer von Felix’ Geliebten, im Bett. Dort wird er beschossen, da eine Konkurrentin glaubt, er sei Felix, der vom vereinbarten Einteilungsplan der Mätressen abweicht. Verstört berichtet er von einem Mordversuch auf Felix, doch niemand schenkt ihm Gehör.
Auch mit anderen Gespielinnen hat er engeren Kontakt und genießt dies sichtlich. Immer auf der Suche nach einem persönlichen Gespräch, um eine detailliertere Biografie schreiben zu können, hört Cornelius Felix nur musizieren, bekommt ihn aber nicht zu Gesicht. Von Felix’ Sekretär erhält er den Rat, dass er sich als Frau verkleiden solle, um zu dem Musiker vorgelassen zu werden. Dieser Plan scheitert kläglich. Erbost versucht Cornelius nun Felix zu erpressen. Er verlangt, dass dieser bei seinem nächsten Konzert ein von Cornelius komponiertes Stück spielt, ansonsten werde er keine Biografie schreiben und Felix somit nach seinem Tod in Vergessenheit geraten.
Als das Konzert im Haus stattfindet, wird tatsächlich Cornelius’ abscheuliches Stück angestimmt. Als Felix mit dem Cello einsteigen will, sackt er tot in sich zusammen. Nachdem die Trauerzeit der Frauen vorüber ist, wird ein unbekannter, jedoch vielversprechender junger Musiker von ihnen im Haus aufgenommen. Ohne jemals persönlich mit Felix gesprochen zu haben, hat Cornelius trotzdem eine Biografie über Felix verfasst.

## Hintergrund

### Produktion und Filmstart
Ach, diese Frauen startete am 15. Juni 1964 in den schwedischen und am 14. August desselben Jahres in den deutschen Kinos.

### Position in Bergmans Werk
Bergmans erster Farbfilm, den er minutiös mit seinem neuen Stammkameramann Sven Nykvist vorbereitet hatte, entpuppte sich entgegen den Hoffnungen als künstlerischer und finanzieller Reinfall. Zudem war er unzufrieden mit den visuellen Resultaten seines Experiments, so dass er zum Schwarzweißfilm zurückkehrte und erst mit Passion (1969) wieder einen Spielfilm in Farbe drehte. Ach, diese Frauen war auch Bergmans letzte reine Komödie, ein Fach, dem er sich mit unterschiedlichem Erfolg in den 1950er Jahren (Lektion in Liebe, Frauenträume, Das Lächeln einer Sommernacht) und 1960 mit Das Teufelsauge angenommen hatte.

## Kritik
Die schwedische Kritik lehnte Ach, diese Frauen einstimmig ab. Svenska Dagbladet nannte den Film „prätentiös“, und auch wenn er nicht Bergmans schlechteste oder uninteressanteste Arbeit sei, so sei er doch seine „am wenigsten bewegendste“. Dagens Nyheter bezeichnete ihn als humorlos und kalt, Stockholms-Tidningen als enttäuschend und langweilig.
In Deutschland bewertete Der Spiegel Ach, diese Frauen als „schwerfüßige Komödie“ und „angestrengte Groteske“. Die Zeit sah in dem Film eine „bunte Klamotte“, die mit „lahmen Anzüglichkeiten“ und „müden Mätzchen“ lediglich Langeweile erzeuge und den Betrachter wehmütig an Das Lächeln einer Sommernacht zurückdenken lasse. Das Lexikon des internationalen Films sprach rückblickend von einer spöttischen Farce, die sich „in fader Extravaganz und Frivolität“ erschöpfe und wie eine „unausgearbeitete Skizze“ wirke.